# Džef Sarver
Džef Sarver (engl. Jeff Sarwer, rođen 14. maja 1978. godine) finski i kanadski je (dvojno državljanstvo) šahista, bivši dečji prvak u šahu, koji je zbog harizme i šahovskog talenta postao dobro poznata medijska ličnost. Njegova karijera i neobičan način života njegove porodice bili su teme mnogih novinskih članaka i TV emisija. 
Njegov napadački stil igre često se upoređuje sa stilom Bobija Fišera, a turnirska partija protiv mladog igrača Džošua Vajckina bila je inspiracija za klimaks u filmu „Searching for Bobby Fisher” („U potrazi sa Bobijem Fišerom”). 1986. godine Sarver je pobedio u Portoriku na Svetskom šampionatu u šahu u kategoriji do 10 godina starosti kao predstavnik Kanade.
Kada je imao 8 godina, mnogi su ga smatrali jednim od najvećih čuda u istoriji šaha. Alen Kaufman, šef Američke šahovske fondacije, rekao je: „Jeff je jači sa 9 godina nego Bobi kad je imao 11”. Dok je Brus Pandolfini spomenuo: „Od hiljade dece koje sam učio, Džef je sigurno najtalentovaniji mladi igrač kojeg sam ikada video”.

## Rana karijera
Rođen je u Kingstonu, Ontario, njegova majka bila je iz Finske, a otac iz Kanade. Sarver je naučio pravila šaha kad je imao samo 4 godine od svoje tada šestogodišnje sestre, Julije. U šahovskom klubu na Menhetnu počeo je da igra sa 6 godina – u to vreme to je bio jedan od najprestižnijih šahovskih klubova na svetu. Brus Pandolfini, menadžer kluba, bio je toliko impresionirantalentom dece da je Džefu i njegovoj sestri dao besplatno doživotno članstvo, koje je obično rezervisano samo za velemajstore.
Sarver je zabavljao mnoge ljuge, igrajući istovremeno protiv 40 ljudi (tzv. simultanke). To je radio od svoje 7 godine na svaki Dan Kanade u zgradi Parlamenta u Otavi. Takođe je često igrao brzi šah u Vašingtona Skver parku u Njujorku, gde se okupljao veliki broj ljudi koji su gledali njegove izuzetne partije.

## Medijski život
U 7. godini života Sarverovo oduševljenje igrom privuklo je pažnju velemajstora Edmara Mednisa, koji ga je pozvao na analiziranje finalne partije Svetskog prvenstva u 1986. godini između Kasparova i Karpova. Sarver i njegova sestra Julija (koja je takođe bila svetska prvakinja u kategoriji U-10) nastavili su i naredne 1987. godine, kada su komentarisali revanš. Nakon toga, Džef i Julija postali su poznati u medijskim krugovima, pojavljivali su se u različitim TV programima, čak su postali i tema dokumentarnog filma.
Časopisi poput GQ i Sports Illustrated pisali su članke o Sarveru i njegovoj porodici, redovno raspravljajući o njihovom čudnom stilu života, ispitavajuči sigurnost i šahovsku karijeru dece pod starateljstvom oca. Njihov otac je imao čudan pristup prema državnom sistemu, stoga su živeli zajedno u različitim državama i gradovima širom sveta, u sasvim neobičnom stilu.

## Radio intervju
10. decembra 210. godine Sarver je gostovao u programu „Intervju” na televiziji B , u kome je govorio o svom životu, iskustvima iz detinjstva i odnosu sa ocem-nasilnikom. Takođe je govorio o uspešnim godinama u SAD u svojim 20-ima i trenutnim uspesima u profesionalnom pokeru u Evropi u svojim tridesetim godinama. 